# Ligament cuboïdeo-naviculaire dorsal
Le ligament cuboïdeo-naviculaire dorsal (ou ligament scapho-cuboïdien dorsal) est un ligament de l'articulation cuboïdeo-naviculaire.
Le ligament cuboïdeo-naviculaire dorsal est un faisceau fibreux court et transversal reliant l'extrémité latérale de l'os naviculaire au bord médial de l'os cuboïde.